# Brachypelma albiceps
Brachypelma albiceps là một loài nhện trong họ Theraphosidae. Loài này phân bố ờ Trung Mỹ, México.